# Elaeocarpus teysmannii
Elaeocarpus teysmannii är en tvåhjärtbladig växtart. Elaeocarpus teysmannii ingår i släktet Elaeocarpus och familjen Elaeocarpaceae.

## Underarter
Arten delas in i följande underarter:
- E. t. domatiferus
- E. t. laevilapis
- E. t. moluccensis
- E. t. morowalensis
- E. t. rhizophorus
- E. t. teysmannii